# Linlongopterus
Linlongopterus es un género extinto de pterosaurio pterodactiloideo que vivió en el Cretácico Inferior, en China. Se sabe de él gracias a un cráneo parcial y una mandíbula nombrada y descrita por Rodrigues et al. El único espécimen conocido se encontró en la Formación Jiufotang, en la provincia de Liaoning, en China, y vivió hace unos 120 millones de años. El nombre completo del animal es Linlongopterus jennyae, nombre que se traduce del chino lin (bosque), long (dragón) y del griego, pterus (ala), así que, traducido, podría leerse como "ala de dragón del bosque". "Jennyae" rinde homenaje a  Elfriede Kellner, apodada Jenny, quien ha apoyado la paleontología.
Los paleontólogos intentaron incluir a Linlongopterus dentro de algún grupo de pterosaurio. Basados en la presencia de dientes, y en la diferente anatomía, Linlongopterus fue excluido de Azhdarchoidea y Dsungaripteridae, que son desdentados y tienen dientes muy especializados, respectivamente. Como tal, Linlongopterus se colocó dentro de Pteranodontoidea. Dentro de Pteranodontoidea, los pteranodóntidos no tienen dientes, y los istiodactílidos tienen dientes triangulares, diferentes a los dientes alargados de Linlongopterus. El taxón no tiene crestas en sus mandíbulas, lo que lo excluye de Anhangueridae y derivados, dejando una posición basal en Anhangueria como la opción más probable.